# Ferrociment

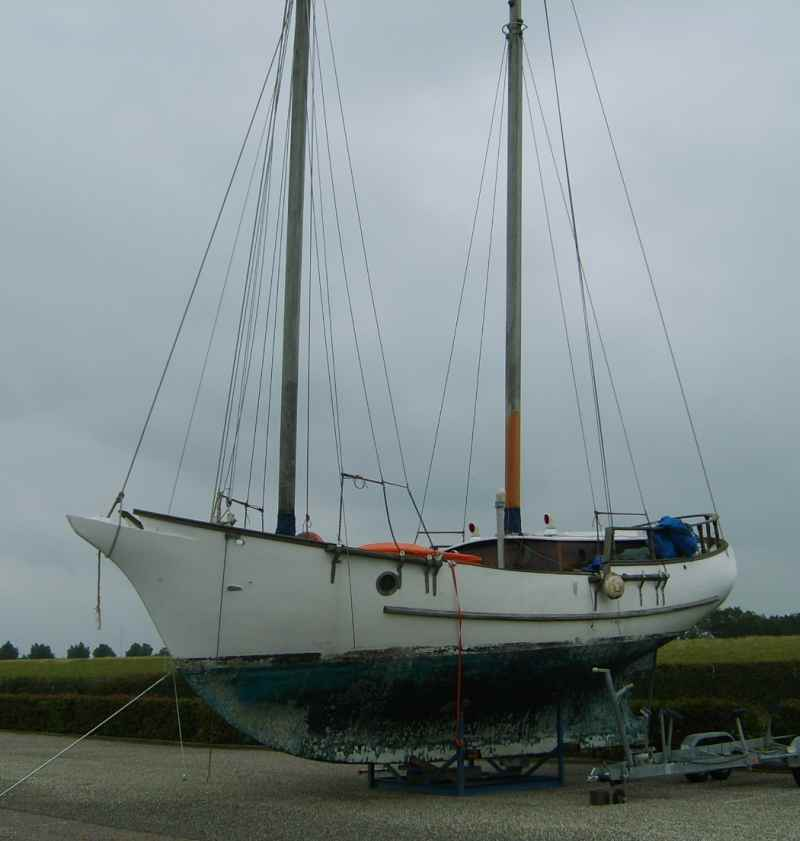
Vaixell restaurat amb ferrociment.

El Ferrociment és un material de construcció usat per a fer edificis, dipòsits d'aigua, vaixells i escultures.
Es compon de ciment, sorra, xarxa de filferro i aigua.
El ferrociment es va començar a utilitzar al segle xix i és més econòmic que la construcció amb ciment armat. Com a característiques físiques destaca per la seva lleugeresa, resistència al foc i als terratrèmols. No es rovella.
Per a construir amb ferrociment es parteix d'una ànima de xarxa de filferro que es recobreix amb el morter de ciment sorra i aigua. En general el gruix d'aquest morter és d'entre 10 a 30 mm. Com en altres construccions amb ciment es necessita força temps perquè el material prengui i agafi les característiques físiques d'enduriment i resistència requerides (aproximadament un mes en total).

## Construcció
La forma desitjada pot ser construïda des d'una construcció de diverses capes de filferro o altra malla d'acer, i si és necessari un reforçament amb filferro d'acer o barres d'acer. Durant aquest marc acabat, una barreja apropiada de ciment, sorra i aigua es estesa. Durant l'enduriment, el ferrociment es manté humit, per assegurar que el ciment és capaç d'establir-se i endurir-se.
El gruix de les parets de les construccions de ferrociment es troba en general entre 10 i 30 mm. Com altres aplicacions de ciment, és necessari una quantitat considerable de temps perquè el material arribe a la duresa final. El temps de curat depèn de la càrrega d'aplicació o la seua durada, i pot arribar a necessitar un mes abans que estiga preparada pel seu ús. Segons el ciment s'hidrata, es torna més fort.

## Economia
L'avantatge econòmic de les estructures de ferrociment rau en el fet que és més fort i durable que altres mètodes de construcció tradicionals. Les cases construïdes d'aquesta forma requereixen quasi un manteniment zero i menys requeriments per a les asseguradores. Els tancs d'aigua construïts d'aquesta forma no necessiten un reemplaçament periòdic.
Les estructures de ciment també es poden construir ràpidament, i poden tenir avantatges econòmics. En inclemències meteorològiques, l'habilitat per a erigir ràpidament i fer la cara exterior de l'edifici permet als treballadors guarir-se a l'interior i continuar amb les tasques de construcció interior.